# Сражение при Афьонкарахисаре — Эскишехире
Сражение при Афьонкарахисаре — Эскишехире (тур. Kütahya-Eskişehir Muharebeleri) или Битва при Дорилеоне (греч. Δορυλαιον) — военная операция греческих войск с 27 июня (10 июля) по 10 июля (23 июля) 1921 года в районе населённых пунктов Афьонкарахисар — Кютахья — Эскишехир во время Второй греко-турецкой войны или Войны за независимость Турции. Крупнейшая битва в ходе войны, в которой приняло участие со стороны Греции — 9 дивизий, численностью 100 000 человек, со стороны Турции — 95 000.

## Планы сторон
По плану греческого командования сражение должно было носить стратегический характер. Предполагалось захватить города Афьонкарахисар, Кютахья и Эскишехир и соединяющую их железнодорожную линию, а также окружение и полное уничтожение кемалистских сил. 1-я и 2-я группы дивизий наносили удар с юга, из района города Ушак, 3-я группа — с севера, из района города Бурса. Король Константин прибыл в Анатолию, чтобы вдохновить солдат и возглавить наступление.

## Ход операции
Наступление Малоазийской армии началось 10 июля с Бурсы и Ушака в качестве основных исходных позиций. 3-й группе под командованием генерала Георгиоса Полименакоса было необходимо преодолеть 165 км по горной местности, чтобы подойти к Кютахье. С 12 июля его группа дивизий будет вести бои в районе Кипроу-Хисар, прорвёт фронт у Биледжика, но не примет при этом существенной или хотя бы косвенной роли в борьбе на южном фланге.
Начало сражения увенчалось успехом. К Кютахье подступили восемь греческих дивизий, однако Мустафа Исмет-паша понял, насколько серьёзно положение, и ночью турки, опасаясь окружения, начали отступление. Утром 16 июля город был окружён греками, однако последние обнаружили лишь несколько десятков оставленных противником орудий. В результате задержки на несколько часов 2-й группы генерала Аристотелиса Влахопулоса турецкие войска избежали окружения.
На следующий день в город прибыл командующий Малоазийской армии генерал Анастасиос Папулас. Части 12-й дивизии, а также кавалеристы, начали преследование турок, однако последние разгромили противника близ Уч-Серай.
Греческая армия продолжала наступление в двух направлениях с целью захватить Эскишехир, важнейший железнодорожный узел Турции, и южнее — на Афьонкарахисар. 14 июля был занят Афьонкарахисар, и с 14 по 17 июля идут ожесточенные бои к северу от города, при этом основные операции происходят на линии Аксал-Даг-Чаус-Цифлик-холм 1799 с окончательным преобладанием греческого оружия.
Чтобы измотать противника и выиграть время для отступления и переброски ценных военных и железнодорожных средств в Анкару, Исмет-паша решил попытаться развернуться и провести генеральную контратаку, нацелившись на греческие позиции к востоку от Эскишехира. Он из своего штаба в Караджа-Хисар, к юго-западу от города, связался с Мустафой Кемалем и проинформировал его о том, что положение становится критическим. Мустафа Кемаль прибыл на следующий день. Оценив ситуацию, он пришел к выводу, что, оставаясь в Эскишехире, турецкая армия будет окружена и разбита, и принял стратегическое решение: отступить на восток на 300 км и готовить оборонительную линию, прикрывающую Анкару.
В свою очередь, с согласия Кемаля, Исмет-паша отдал приказ выстроить турецкую армию на линии Боз-Даг – Сарри-Баба – Сейди-Гази с целью контратаки. Греческий штаб не предвидел такого агрессивного поворота действий турок.
Так рано утром 21 июля начались бои при Эскишехире, происходившие в открытом поле и при участии всех противоборствующих сил. Греческая армия была застигнута врасплох турецким разворотом и контратакой, некоторые ее части были потрясены и отступили. Командование армии, оставшейся вдали от фронта, не могло взять на себя ответственность за проведение операции, поэтому инициативу взяли на себя греческие генералы, которые сотрудничали между собой и переломили ситуацию. Бои при Эскишехире продолжалась с 4 часов утра до ночи, и атака турок была эффективно отражена. Греческая армия контратаковала, оккупировав город на следующий день, 22 июля, а турецкая армия отступила за линию Эскишехир – Сейди-Гази.
Греки неоправданно бездействовали, не преследуя кемалистские силы, которые беспрепятственно отступили и довольствовались захватом Эскишехира и расположенного южнее, Афьонкарахисара. Ответственным за это бездействие «назначили» командующего 2-м армейским корпусом Аристотеля Влахопулоса, которого сменил принц Андрей (Андреас).

## Результаты
В результате сражения 10 — 23 июля 1921 года греческие войска нанесли поражение туркам под командованием Мустафы Исмет-паши в районе Афьонкарахисар — Кютахья-Эскишехир. Греческая армия одержала победу, но лишь тактическую, а задуманная стратегическая победа не состоялась. Но турки, несмотря на их поражение, успели выйти из окружения и произвели стратегический отход на восток за реку Сакарья. После этого поражения Мустафа Исмет-паша был заменён на посту командующего турецкой армии генералом Мустафой Февзи-пашой.

## Последствия сражения

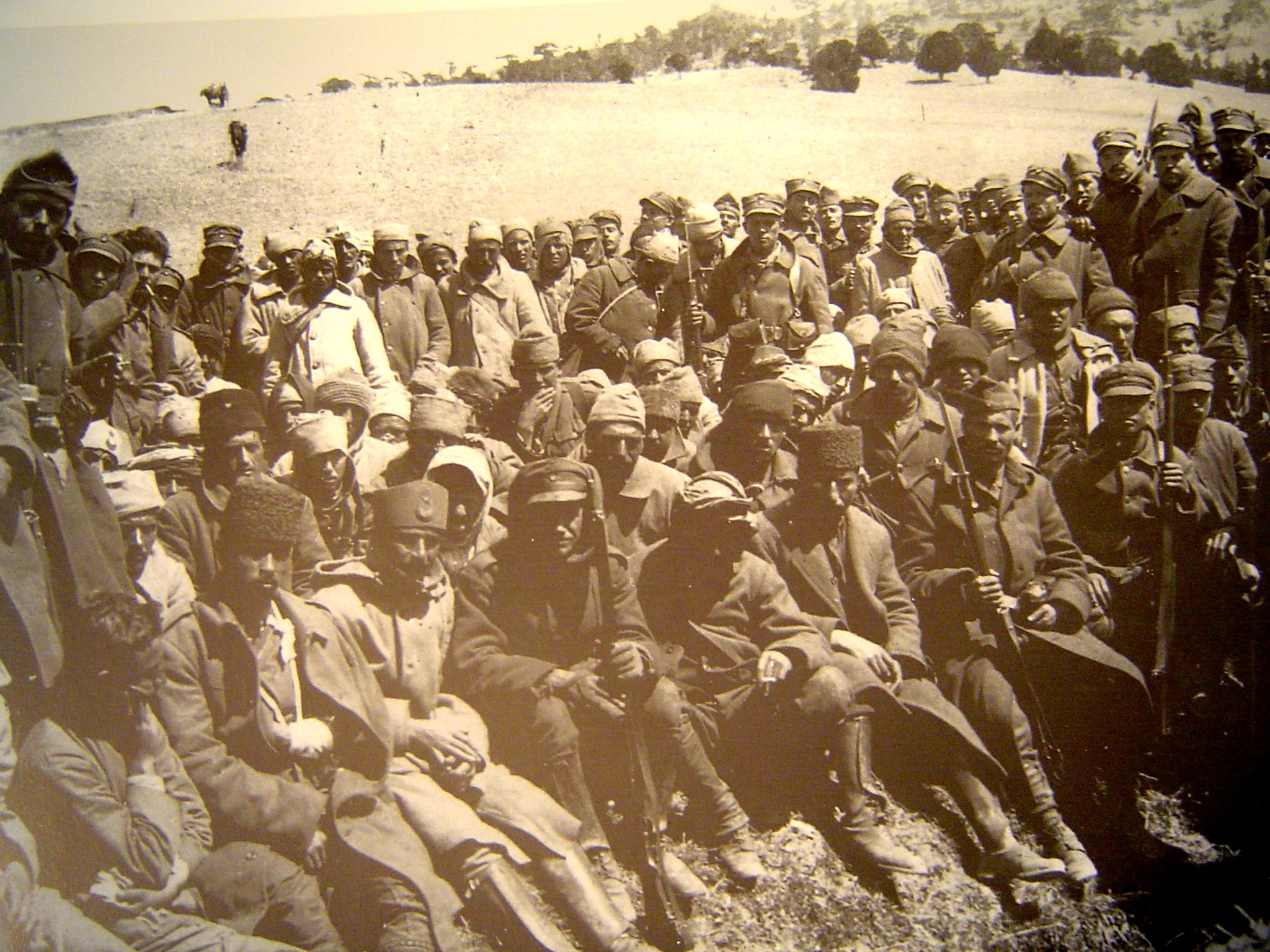
Пленные турки

Хотя греческая армия сумела преодолеть турецкое сопротивление, заняла города Афьонкарахисар, Эскишехир и соединяющую их железнодорожную линию, но перед греческим военным и политическим руководством встала дилемма. Греция находилась в состоянии войны с 1912 года, впрочем, как и Турция. Страна была истощена и ждала мира. Армия устала и ждала демобилизации. Именно обещание прекратить войну позволило монархистам несколько месяцев тому назад выиграть выборы у предыдущего премьер-министра, Э. Венизелоса. Предполагаемая окончательная победа обернулась лишь ещё одним тактическим поражением турок. Внешнеполитическая ситуация также складывалась не в пользу Греции. Греция была вовлечёна в малоазийский поход по мандату Антанты, но война постепенно превращалась в греко-турецкую. Из союзников Италия уже в открытую сотрудничала с кемалистами; Франция, обеспечив свои интересы, тоже пошла по этому пути; поддержка Англии носила только вербальный характер.
Король Константин I, премьер-министр Димитриос Гунарис и генерал Папулас встретились в Кютахье для обсуждения будущего кампании. Перед греческим руководством стоял выбор из трех вариантов:
1. уйти из Малой Азии и закрепить за собой Восточную Фракию (сегодняшняя Европейская Турция). Но это означало бросить на произвол судьбы коренное греческое население Ионии.
2. занять оборонительную позицию.
3. идти за турками и брать Анкару, ставшую центром турецкого сопротивления. Для этого похода сил у Греции было недостаточно. К тому же часть сил нужно было оставить для контроля за вытянувшимися коммуникациями.

Греческое командование торопилось закончить войну и, не прислушиваясь к голосам сторонников оборонной позиции, приняло решение наступать далее. После месячной подготовки, которая туркам дала возможность подготовить свою линию обороны, семь греческих дивизий форсировали реку Сакарья и двинулись на восток.